# Vola, uccellino!
Vola, uccellino! ist ein Bilderbuch des italienischen Autors und Comiczeichners Francesco Tullio Altan aus dem Jahr 1977.

## Inhalt
Die Geschichte beginnt in der Nacht: Die Sterne leuchten und der Mond scheint. Bei Morgengrauen kräht der Hahn. Die Sonne, groß und rund, geht auf. Nun kann man alles gut sehen, wie beispielsweise den Apfelbaum mit seinen vielen roten Äpfeln. An einem dieser Äpfel frisst ein kleines Vögelchen. Als es satt ist, fliegt es weg. Sobald die Sonne untergeht, fliegt der kleine Vogel zu seinem Baum im Wald nach Hause und legt sich schlafen.

## Hintergrund
Während eines vierjährigen Aufenthalts in Brasilien begann Altan mit dem Zeichnen von Comics. Seine erste Figur war das Vögelchen Kika, benannt nach seiner Tochter. Mit diesem Vögelchen entstand eine Bücherreihe namens Il primo libro di Kika, deren erster Titel Vola, uccellino! war.

## Rezeption
Silvana Tuccio schreibt in ihrer Buchrezension: „Altans Bücher sind ideal für Kinder, die gerade damit beginnen, Bilder Wörtern zuzuordnen und erste Leseversuche starten. Sein einzigartiger Stil vereint ein ausgeprägtes Feingefühl für Graphikdesign und leuchtende Farben mit Sinn für Humor und jeder Menge Action. Die kleinformatigen Bücher mit griffigen Seiten sind ideal für Kinderhände.“ Lyddia Kokkola schreibt in ihrer Kurzbiographie über den Autor: „Altans Cartoons sind mit kräftigen Farben und starken Formen illustriert, die an die Zeichnungen von Kindern erinnern. Dicke schwarze Umrisse und kräftige Einzelfarben, Blau-, Rot- und Grüntöne sowie kräftige Rosatöne dominieren seine Farbpalette.“

## Referenzen
Vola, uccellino! ist in dem literarischen Nachschlagewerk 1001 Kinder- und Jugendbücher – Lies uns, bevor Du erwachsen bist! für die Altersstufe 0–3 Jahre enthalten.

## Ausgaben
- Vola, uccellino! Edizioni EL, Italien 1977 (italienisch, librarything.com).
- Fly, Little Bird. Xist Publishing, 2018, ISBN 978-1-5324-0275-3, S. 28 (englisch, E-Book).